# دم‌خاری کلاه‌حنایی
دم‌خاری کلاه‌حنایی (نام علمی: Synallaxis ruficapilla) گونه‌ای از پرندگان در زیرتیرهٔ Furnariinae از تیرهٔ تنورمرغان (Furnariidae) است که در آرژانتین، برزیل و پاراگوئه یافت می‌شود.